# Aleksiej Żadow
Aleksiej Siemionowicz Żadow (ros. Алексей Семёнович Жадов, ur. 17 marca?/30 marca 1901 we wsi Nikolskoje w obwodzie orłowskim, zm. 10 listopada 1977 w Moskwie) – radziecki dowódca wojskowy w czasie II wojny światowej, generał armii, Bohater Związku Radzieckiego (1945), pierwszy zastępca inspektora naczelnego Ministerstwa Obrony ZSRR.

## Życiorys
Urodził się w 1901 w obwodzie orłowskim. Mając 18 lat wstąpił do Armii Czerwonej. W 1921 został członkiem WKP(b). Do 1942 nosił nazwisko Żydow, które następnie zmienił na Żadow.
Ukończył między innymi: Orłowskie Kursy Kawalerii i Akademię Wojskową im. Michała Frunzego. W czasie wojny najpierw dowodził 4 Korpusem Powietrznodesantowym, a od 1942 66 Armią, która później została przemianowana na 5 Gwardyjską Armię.
Brał udział w walkach pod Moskwą, Stalingradem i Kurskiem. W ostatnim etapie ofensywy operacji lwowsko-sandomierskiej” walczył w bitwie o Dębicę i na przyczółku sandomierskim. W czasie operacji wiślańsko-odrzańskiej dowodził wojskami zajmującymi północne rejony ziemi krakowskiej. Brał też udział w kampanii berlińskiej.
W latach 1946–1949 był zastępcą głównodowodzącego Wojskami Lądowymi ds. przygotowania bojowego, 1950–1952 zastępcą naczelnika, a 1952–1954 naczelnikiem Akademii Wojskowej im. Frunzego, 1954–1955 głównodowodzącym Centralnej Grupy Wojsk, później zastępcą dowódcy Wojsk Lądowych ZSRR (do 1964). Następnie został pierwszym zastępcą inspektora naczelnego Ministerstwa Obrony ZSRR. Został pochowany na Cmentarzu Nowodziewiczym.

## Odznaczenia
Odznaczony trzykrotnie Orderem Lenina, czterokrotnie Orderem Czerwonego Sztandaru, dwukrotnie Orderem Suworowa I klasy, Orderem Kutuzowa I klasy, Orderem Rewolucji Październikowej, Orderem Czerwonej Gwiazdy, Orderem Za Służbę Ojczyźnie w Siłach Zbrojnych ZSRR III klasy, otrzymał też Złotą Gwiazdę Bohatera Związku Radzieckiego (6 kwietnia 1945). Posiadał także odznaczenia amerykańskie, polskie i czechosłowackie, w tym Czechosłowacki Wojskowy Order Lwa Białego „Za zwycięstwo” i Krzyż Wojenny Czechosłowacki 1939.

## Awanse
- generał major – Uchwała Rady Komisarzy Ludowych nr 945 z 4 czerwca 1940;
- generał porucznik – Uchwała Rady Komisarzy Ludowych nr 107 z 27 stycznia 1943;
- generał pułkownik – Uchwała Rady Komisarzy Ludowych nr 1283 z 25 września 1944;
- generał armii – 8 sierpnia 1955.